# Luigi Volpicelli
Luigi Volpicelli (ur. 1900, zm. 1983) – włoski pedagog, profesor uniwersytetu w Rzymie, przedstawiciel pedagogiki kultury. Był założycielem i redaktorem czasopism pedagogicznych Il Montaigne, Cinedidactica i I Problemi della Pedagogia, a także współredaktorem 14-tomowej encyklopedii La pedagogia. W czasie licznych podróży zagranicznych (między innymi do Polski, ZSRR i Rumunii) konfrontował swoje poglądy pedagogiczne z koncepcjami systemów szkolnych różnych państw. Był zwolennikiem humanistycznej koncepcji szkoły jednolitej.